# Aleuritopteris decursiva
Aleuritopteris decursiva là một loài thực vật có mạch trong họ Adiantaceae. Loài này được (Forssk.) Saiki miêu tả khoa học đầu tiên năm 1984.